# Sociedad Ciclista Gernikesa
La Sociedad Ciclista de Guernica (en euskera y cooficialmente: Gernikako Txirrindulari Elkartea) de Guernica y Luno (Vizcaya, País Vasco, España) es una institución sin ánimo de lucro, fundada el 6 de febrero de 1958, que tiene como ámbito de actuación el ciclismo. Su presidente y alma mater desde 1986 es el exciclista y mecánico Jesús Ángel Ruiz Terán, auxiliar de la selección española de ciclocrós en varios Mundiales.
Se trata de una de los conjuntos de la cantera ciclista vizcaína, para lo cual tiene equipos en todas las categorías inferiores: escuelas (alevines e infantiles), cadetes y juveniles. Entre los ciclistas que tras haber pasado por sus filas han llegado a profesionales se encuentran Gorka Gerrikagoitia y Pello Bilbao.
El club organiza el G. P. de San Bartolomé de categoría amateur, integrado en el calendario sub-23 del ciclismo amateur vasco-navarro y que se celebra anualmente el 24 de agosto.
La Gernikesa es un club convenido de la Fundación Euskadi (gestora del equipo ProTour Euskaltel-Euskadi), siendo en 2008 el juvenil del club Pello Bilbao el primer ciclista que participó en el programa de intercambio puesto en marcha por la Fundación. El intercambio se produjo con el francés Julien Ciaravino, del equipo Vélo-Club La Pomme Marseille.
En 2009 la sociedad participó con una furgoneta de apoyo en la iniciativa Experimentar la paz (Frieden erfahren... en alemán, Bakea bidez bide en euskera), llevada a cabo entre el 22 y el 31 de agosto de ese año y que consistió en recorrir en bicicleta los 1.519 kilómetros que separan a Pforzheim (Baden-Wurtemberg, Alemania) y Guernica, como conmemoración del 20º aniversario del hermanamiento entre ambas localidades. En dicha marcha ciclista corrieron siete alemanes y cuatro guerniqueses (once en total), de los que lograron finalizar el recorrido nueve, y que en el último tramo estuvieron acompañados por once miembros de la Gernikesa.
La Sociedad organiza anualmente en el mes de julio una marcha cicloturista, la Marcha BTT Atxarre Xtrem-Memorial Zabalia, con un recorrido rompepiernas y calificado como de dificultad cinco estrellas.